# Salah Assad
Pour les articles homonymes, voir Assad.
Salah Assad, né le 13 mars 1958 à Larbaâ Nath Irathen (Algérie), est un footballeur international algérien qui évoluait au poste d'attaquant. Il a contribué à populariser la « virgule » en Algérie (El-Ghoraf) et sur les pelouses françaises, vingt ans avant Ronaldinho.

## Biographie
Il compte 68 sélections en équipe d'Algérie entre 1977 et 1989. Il participe notamment aux Coupes du monde de 1982 et 1986 avec les Fennecs. En club, il a été champion d’Algérie lors de la saison 1980-1981 avec le RC Kouba.

## Statistiques en club
| Saison                | Club                  | Championnat           | Championnat | Championnat | Coupe(s) nationale(s) | Coupe(s) nationale(s) | Compétition(s) continentale(s) | Compétition(s) continentale(s) | Compétition(s) continentale(s) | Total | Total |
| Saison                | Club                  | Division              | M.          | B.          | M.                    | B.                    | Comp.                          | M.                             | B.                             | M.    | B.    |
| 1975-1976             | RC Kouba              | 1                     | -           | -           | -                     | -                     | -                              | -                              | -                              | 0     | 0     |
| 1976-1977             | RC Kouba              | 1                     | -           | -           | -                     | -                     | -                              | -                              | -                              | 0     | 0     |
| 1977-1978             | RC Kouba              | 1                     | -           | -           | -                     | -                     | -                              | -                              | -                              | 0     | 0     |
| 1978-1979             | RC Kouba              | 1                     | -           | -           | -                     | -                     | -                              | -                              | -                              | 0     | 0     |
| 1979-1980             | RC Kouba              | 1                     | -           | -           | -                     | -                     | -                              | -                              | -                              | 0     | 0     |
| 1980-1981             | RC Kouba              | 1                     | 26          | 15          | -                     | -                     | -                              | -                              | -                              | 26    | 15    |
| 1981-1982             | RC Kouba              | 1                     | -           | -           | -                     | -                     | C1                             | 2                              | 2                              | 2     | 2     |
| 1982-1983             | FC Mulhouse           | 1                     | 26          | 13          | 1                     | 0                     | -                              | -                              | -                              | 27    | 13    |
| 1983-1984             | Paris SG              | 1                     | 9           | 1           | 1                     | 0                     | C2                             | 1                              | 0                              | 11    | 1     |
| 1984-1985             | FC Mulhouse           | 2                     | 27          | 6           | 6                     | 2                     | -                              | -                              | -                              | 33    | 8     |
| 1985-1986             | FC Mulhouse           | 2                     | 28          | 9           | 9                     | 1                     | -                              | -                              | -                              | 37    | 10    |
| 1986-1987             | RC Kouba              | 2                     | -           | -           | -                     | -                     | -                              | -                              | -                              | 0     | 0     |
| 1987-1988             | RC Kouba              | 2                     | -           | 21          | 1                     | 2                     | -                              | -                              | -                              | 1     | 23    |
| 1988-1989             | RC Kouba              | 1                     | -           | 5           | 2                     | 1                     | -                              | -                              | -                              | 2     | 6     |
| 1989                  | JSM Cheraga           | 3                     | 23          | 18          | -                     | -                     | -                              | -                              | -                              | 23    | 18    |
| Sous-total            | Sous-total            | Sous-total            | -           | -           | -                     | -                     | -                              | -                              | -                              | 0     | 0     |
| Total sur la carrière | Total sur la carrière | Total sur la carrière | +145        | +88         | +20                   | +6                    | -                              | 3                              | 2                              | 168   | 96    |

- C1 : coupe d'afrique des clubs champions (RSK 1982)

- C2 : coupe d'europe des clubs vainqueurs de coupe ( PSG 1984) .

### Matchs internationaux
| Date       | Lieu         | Compétition | Pays         | Score | Pays               |
| 1-5-1977   | Alger        | Amical      | Algérie      | 2 - 0 | Sénégal            |
| 10-5-1977  | Alger        | Amical      | Algérie      | 4 - 2 | Paris PSG          |
| 21-2-1978  | Irak         | Amical      | Irak         | 3 - 0 | Algérie            |
| 23-2-1978  | Irak         | Amical      | Irak         | 1 - 0 | Algérie            |
| 18-4-1978  | Alger        | Amical      | Algérie      | 3 - 1 | Anderlecht RSC     |
| 2-7-1978   | Alger        | Amical      | Algérie      | 1 - 1 | Irak               |
| 13-7-1978  | Alger        | J.A 1978    | Algérie      | 1 - 1 | Egypte             |
| 18-7-1978  | Alger        | J.A 1978    | Algérie      | 2 - 1 | Libye              |
| 22-10-1978 | Malawi       | Amical      | Malawi       | 1 - 1 | Algérie            |
| 24-10-1978 | Malawi       | Amical      | Malawi       | 2 - 1 | Algérie            |
| 28-10-1978 | Zambie       | Amical      | Zambie       | 0 - 3 | Algérie            |
| 17-11-1978 | Constantine  | Amical      | Algérie      | 3 - 0 | Congo              |
| 21-3-1979  | Alger        | Amical      | Algérie      | 0 - 1 | Pologne            |
| 5-4-1979   | Alger        | Q.J.O 1980  | Algérie      | 1 - 0 | Mali               |
| 24-6-1979  | Alger        | Q.CAN 1980  | Algérie      | 3 - 1 | Libye              |
| 21-9-1979  | Yougoslavie  | J.M 1979    | Algérie      | 1 - 1 | France Ol          |
| 27-9-1979  | Yougoslavie  | J.M 1979    | Yougoslavie  | 3 - 2 | Algérie            |
| 29-9-1979  | Yougoslavie  | J.M 1979    | Algérie      | 2 - 1 | Grèce              |
| 1-11-1979  | Alger        | Amical      | Algérie      | 0 - 1 | Bayern Munich      |
| 9-12-1979  | Maroc        | Q.J.O 1980  | Maroc        | 1 - 5 | Algérie            |
| 21-12-1979 | Alger        | Q.J.O 1980  | Algérie      | 3 - 0 | Maroc              |
| ?-?-1980   | Alger        | Amical      | Algérie      | 0 - 0 | Dynamo Moscou      |
| 9-3-1980   | Nigeria      | CAN 1980    | Algérie      | 0 - 0 | Ghana              |
| 13-3-1980  | Nigeria      | CAN 1980    | Algérie      | 1 - 0 | Maroc              |
| 16-3-1980  | Nigeria      | CAN 1980    | Algérie      | 3 - 2 | Guinée             |
| 19-3-1980  | Nigeria      | CAN 1980    | Algérie      | 2 - 2 | Egypte             |
| 22-3-1980  | Nigeria      | CAN 1980    | Nigeria      | 3 - 0 | Algérie            |
| 31-5-1980  | Sierra Leone | Q.C.M 1982  | Sierra Leone | 2 - 2 | Algérie            |
| 13-6-1980  | Oran         | Q.C.M 1982  | Algérie      | 3 - 1 | Sierra Leone       |
| 20-7-1980  | Moscou       | J.O 1980    | Algérie      | 3 - 0 | Syrie              |
| 22-7-1980  | Moscou       | J.O 1980    | Algérie      | 0 - 1 | R.D.Allemagne      |
| 24-7-1980  | Moscou       | J.O 1980    | Algérie      | 1 - 1 | Espagne            |
| 27-7-1980  | Moscou       | J.O 1980    | Algérie      | 0 - 3 | Yougoslavie        |
| 19-11-1980 | Pologne      | Amical      | Pologne      | 5 - 1 | Algérie            |
| 5-12-1980  | Constantine  | Amical      | Algérie      | 4 - 1 | Chine              |
| 12-12-1980 | Constantine  | Q.C.M 1982  | Algérie      | 2 - 0 | Soudan             |
| 28-12-1980 | Soudan       | Q.C.M 1982  | Soudan       | 1 - 1 | Algérie            |
| 3-4-1981   | Oran         | Amical      | Algérie      | 2 - 0 | Sénégal            |
| 10-4-1981  | Oran         | Q.CAN 1982  | Algérie      | 5 - 1 | Mali               |
| 19-4-1981  | Mali         | Q.CAN 1982  | Mali         | 3 - 0 | Algérie            |
| 1-5-1981   | Constantine  | Q.C.M 1982  | Algérie      | 4 - 0 | Niger              |
| 31-5-1981  | Niger        | Q.C.M 1982  | Niger        | 1 - 0 | Algérie            |
| 30-8-1981  | Oran         | Q.CAN 1982  | Algérie      | 7 - 0 | Burkina Faso       |
| 20-9-1981  | Burkina Faso | Q.CAN 1982  | Burkina Faso | 1 - 1 | Algérie            |
| 10-10-1981 | Nigeria      | Q.C.M 1982  | Nigeria      | 0 - 2 | Algérie            |
| 1-11-1981  | Alger        | Amical      | Algérie      | 1 - 0 | Atlético Mineiro   |
| 9-1-1982   | Alger        | Amical      | Algérie      | 1 - 2 | Bordeaux           |
| 26-1-1982  | Constantine  | Amical      | Algérie      | 2 - 1 | Nîmes              |
| 7-2-1982   | Tunisie      | Amical      | Tunisie      | 0 - 1 | Algérie            |
| 11-2-1982  | Espagne      | Amical      | Espagne XI   | 0 - 2 | Algérie            |
| 16-2-1982  | Espagne      | Amical      | Asturies     | 0 - 2 | Algérie            |
| 7-3-1982   | Libye        | CAN 1982    | Algérie      | 1 - 0 | Zambie             |
| 10-3-1982  | Libye        | CAN 1982    | Algérie      | 2 - 1 | Nigeria            |
| 13-3-1982  | Libye        | CAN 1982    | Algérie      | 0 - 0 | Ethiopie           |
| 16-3-1982  | Libye        | CAN 1982    | Algérie      | 2 - 3 | Ghana              |
| 18-3-1982  | Libye        | CAN 1982    | Algérie      | 0 - 2 | Zambie             |
| 15-4-1982  | Alger        | Amical      | Algérie      | 1 - 0 | Benfica Lisbonne   |
| 18-4-1982  | Alger        | Amical      | Algérie      | 1 - 1 | Lille              |
| 28-4-1982  | Alger        | Amical      | Algérie      | 2 - 0 | Irlande            |
| 1-5-1982   | Alger        | Amical      | Algérie      | 2 - 1 | Real Madrid        |
| 24-5-1982  | France       | Amical      | Lyon         | 1 - 2 | Algérie            |
| 29-5-1982  | Suisse       | Amical      | Lausanne     | 0 - 4 | Algérie            |
| 1-6-1982   | France       | Amical      | Tour         | 4 - 5 | Algérie            |
| 10-6-1982  | Espagne      | Amical      | Real Oviedo  | 0 - 1 | Algérie            |
| 16-6-1982  | Espagne      | C.M 1982    | Algérie      | 2 - 1 | R.F.Allemagne      |
| 21-6-1982  | Espagne      | C.M 1982    | Algérie      | 0 - 2 | Autriche           |
| 24-6-1982  | Espagne      | C.M 1982    | Algérie      | 3 - 2 | Chili              |
| 14-10-1983 | Libye        | Q.J.O 1984  | Libye        | 2 - 1 | Algérie            |
| 28-10-1983 | Alger        | Q.J.O 1984  | Algérie      | 2 - 0 | Libye              |
| 30-11-1983 | Alger        | Amical      | Algérie      | 1 - 2 | Suisse             |
| 28-12-1983 | Tlemcen      | Amical      | Algérie      | 0 - 1 | Barcelone Espanyol |
| 6-1-1984   | Alger        | Q.J.O 1984  | Algérie      | 1 - 1 | Egypte             |
| 25-2-1984  | Alger        | Amical      | Algérie      | 0 - 0 | Manchester United  |
| 31-3-1985  | Angola       | Q.C.M 1986  | Angola       | 0 - 0 | Algérie            |
| 13-7-1985  | Alger        | Q.C.M 1986  | Algérie      | 2 - 0 | Zambie             |
| 28-7-1985  | Zambie       | Q.C.M 1986  | Zambie       | 0 - 1 | Algérie            |
| 6-10-1985  | Tunisie      | Q.C.M 1986  | Tunisie      | 1 - 4 | Algérie            |
| 18-10-1985 | Alger        | Q.C.M 1986  | Algérie      | 3 - 0 | Tunisie            |
| 3-6-1986   | Mexique      | C.M 1986    | Algérie      | 1 - 1 | Irelande du Nord   |
| 6-6-1986   | Mexique      | C.M 1986    | Algérie      | 0 - 1 | Brésil             |
| 16-2-1987  | Koweït       | Amical      | Koweït       | 2 - 0 | Algérie            |
| 29-10-1988 | Mascara      | Amical      | Algérie      | 1 - 1 | Angola             |
| 5-11-1988  | Tunisie      | Amical      | Tunisie      | 1 - 0 | Algérie            |
| 13-11-1988 | Alger        | Amical      | Algérie      | 7 - 0 | Mali               |
| 6-1-1989   | Annaba       | Q.C.M 1990  | Algérie      | 3 - 0 | Zimbabwe           |
| 8-2-1989   | Malte        | Malte1989   | Algérie      | 2 - 0 | Finlande           |

## Palmarès

### En club
RC Kouba
- Championnat d'Algérie (1) :
  - 1980-81.

- Supercoupe d'Algérie (1) :
  - 1981.

### En équipe nationale
Algérie
- Médaille d'or aux Jeux africains de 1978 à Alger.
- Médaille de bronze aux Jeux méditerranéens de 1979 à Split.
- Finaliste de la Coupe d'Afrique des nations 1980 au Nigeria.
- Quart-de-finaliste des Jeux olympiques d'été de 1980 à Moscou.
- 1er tour des Coupes du monde 1982 (Espagne) et 1986 (Mexique).

### Distinctions personnelles
- Deuxième meilleur joueur africain en 1982[3].
- Nommé dans léquipe type des Coupes d'Afrique des nations 1980 et 1982[3].
- Homme du match face à Chili en Coupe du monde 1982
- Co-meilleur buteur algérien en Coupe du monde (2 buts, ex æquo avec Abdelmoumene Djabou et Islam Slimani).

## Source
- Marc Barreaud, Dictionnaire des footballeurs étrangers du championnat professionnel français (1932-1997), l'Harmattan, 1997.